# Луде године (ТВ серија)
Луде године (шп. Clase 406) мексичка је тинејџерска теленовела, продукцијске куће Телевиса, снимана током 2002. и 2003.
У Србији је прикавизана у два наврата на телевизији Хепи, у периоду од 2009. (до 27. септембра 2010. Телевизија Кошава) до 2011. Први пут приказивање је прекинуто након 118. епизоде, а други пут након 146. Током 2013. и 2014. све епизоде приказане су на кабловском каналу Пинк соуп.

## Радња
Престали су да буду деца, али нису ни одрасли људи. Они су млади људи у непредвидивом и дивном добу званом адолесценција, у коме је свако обећање испуњено сновима, у коме је срце јаче од разума, али крхкије од ћутње.
Ово је прича о љубави у свим њеним аспектима: љубав тинејџера, слепа и неодољива, вечне љубави које трају један месец, озбиљна љубав којој се предајеш, љубав једног детета које жртвује своју младост како би издржавало породицу, љубав која даје снагу мајки да се бори за своју децу, љубав једног учитеља према његовим ђацима, љубав између жене и мушкарца.
Средња школа је главно место збивања Лудих година, хроника стварности једне групе младих људи који, попут већине, живе тинејџерске дане интензивно, у радости, страху и занемаривању обавеза. Школују се, забављају са добрим и лошим друштвом, схватају разлику између сањарења и рада на остварењу снова; између захтевања пажње и стицања поштовања; између обећавања и обавезивања; између жеља и љубави; између бити тинејџер и бити одрасла особа.

## Улоге
| Глумац:                 | Улога:                |
| ----------------------- | --------------------- |
| Арон Дијаз              | Кике                  |
| Дулсе Марија            | Марсела               |
| Шерлин                  | Габријела             |
| Алфонсо Ерера           | Хуан Давид            |
| Гретел Валдез           | Данијела              |
| Хосе Кристијан Чавез    | Фернандо              |
| Карла Косио             | Сандра Паола          |
| Франсиско Рубио         | Карлос                |
| Рафаел Инклан           | Дон Езекијел          |
| Пабло Магаљанес         | Уго                   |
| Лијуба де Ласе          | Синди                 |
| Иманол                  | Алекс                 |
| Дилан Обед              | Харисон               |
| Хорхе Поса              | Франсиско             |
| Иран Кастиљо            | Магдалена             |
| Алехандра Барос         | Адријана              |
| Тони Далтон             | Дагоберто             |
| Хулио Камехо            | Даглас                |
| Алекса Дамијан          | Ана Марија            |
| Беатриз Морено          | Бланка Инес           |
| Марија Фернанда Гарсија | Марлене               |
| Фелипе Нахера           | Дионисио              |
| Сузан Вон               | Силвија               |
| Себастијан Руљи         | Хуан Естебан          |
| Фабијан Роблес          | Ђовани                |
| Арап Бетке              | Антонио               |
| Франко Косио            | Алфредо               |
| Сара Малдонадо          | Татјана               |
| Арасели Родригез        | Клара                 |
| Саманта Лопез           | Алехандра             |
| Хосе Елијас Морено      | Мануел                |
| Лусеро Ландер           | Дора                  |
| Франсиско Гаторно       | Сантијаго Луис Фелипе |
| Мишел Вит               | Надија                |
| Мигел Родарте           | Леонардо              |
| Али Саи Гомез           | Чули                  |
| Анаи Пуенте             | Џесика                |
| Луис Фернандо Пења      | Марио                 |
| Хорхе де Силва          | Луиђи                 |
| Франческа Гиљен         | Самсара Палома        |
| Карла Луенгас           | Пилар                 |
| Мигел Лојо              | Маурисио              |
| Армандо Ернандез        | Сипријано             |
| Андрес Монтијел         | Елеазар               |
| Хуан Пелаез             | Октавио               |
| Карина Мора             |                       |